# Marietta (Minnesota)
Marietta – miasto w Stanach Zjednoczonych, w stanie Minnesota, w hrabstwie Lac qui Parle.